# فیلباککا
فیلباککا (به سوئدی: Fjällbacka) یک منطقهٔ مسکونی در سوئد است که در بخش تانوم واقع شده‌است. فیلباککا ۱٫۰۵ کیلومتر مربع مساحت و ۸۵۹ نفر جمعیت دارد.